# Bredmossen (naturreservat, Uddevalla kommun)
För andra betydelser, se Bredmossen.

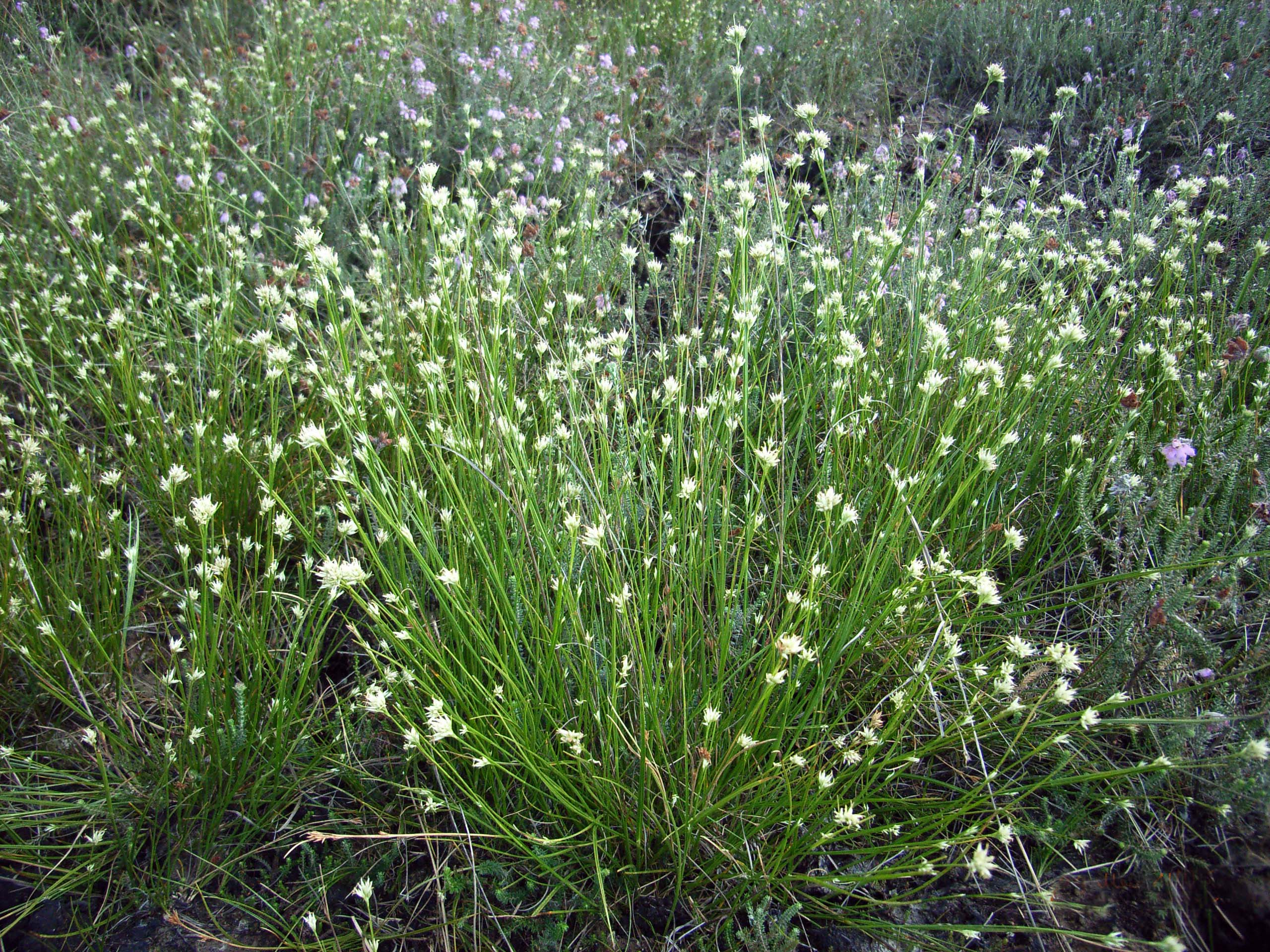
Vitag

Bredmossen är ett naturreservat i Foss socken i Munkedals kommun och Skredsviks socken i Uddevalla kommun i Bohuslän. Reservatet kallas även Bredmossen Hensbacka och benämndes tidigare Bredmossen 2.
Området är skyddat som naturreservat sedan 1970 och är 190 hektar stort. Det är beläget sydost om Munkedal och domineras av  myrmark.
Bredmossen är en flikig och mångformig myr som domineras av en stor excentrisk mosse. På mossen kan man finna lösbottenhöljor, gölar och mindre drag som korsar mossen. Inom reservatet växer kallgräs, dystarr, myrsälting, vitag, brunag och sileshår. I kanten av myren finns tallskog och den typiska laggen. 
Till områdets fauna hör ljungpipare, ängspiplärka, orre och ormvråk. 
Området ingår i EU:s ekologiska nätverk av skyddade områden, Natura 2000.